# Ewa Christina Johansson
Ewa Christina Johansson, född 1964, är en svensk författare till en hel rad historiska barn- och ungdomsböcker.